# Columnea magnifica
Columnea magnifica là một loài thực vật có hoa trong họ Tai voi. Loài này được Klotzsch ex Oerst. mô tả khoa học đầu tiên năm 1861.